# Seconde confédération athénienne
Sauf précision contraire, les dates de cet article sont sous-entendues « avant l'ère commune » (AEC), c'est-à-dire « avant Jésus-Christ ».

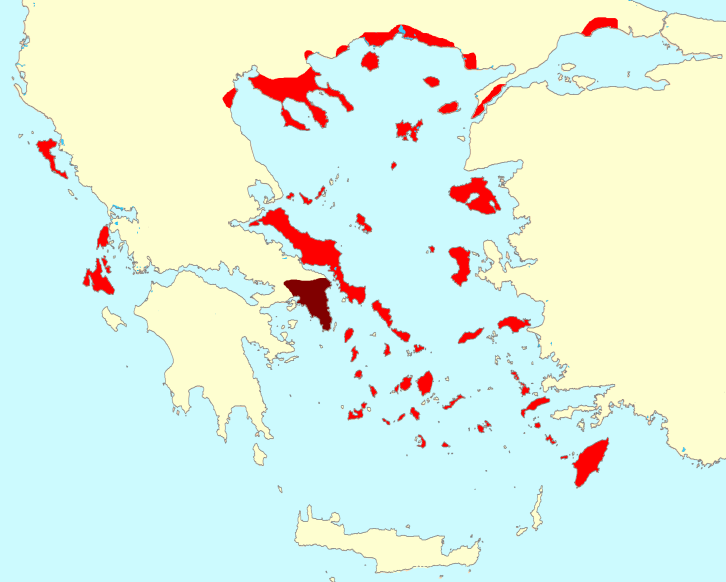
Carte des membres de la seconde confédération athénienne. La région de l'Attique et la cité-État d'Athènes sont en rouge foncé, les autres membres étant en rouge.

La Seconde Confédération athénienne fut, de 377 à 355, une confédération maritime de cités égéennes. Dirigée essentiellement par Athènes, elle visait à une défense commune, d'abord contre l'expansion de Sparte, et ensuite contre l'Empire perse.

## Origines
La formation de la Confédération fut stimulée par l'invasion de l'Attique par Sphodrias de Sparte et par le refus de Sparte de le poursuivre pour ses actions (selon Xénophon et Diodore de Sicile). Elle jouit au début d'une grande popularité, et un certain nombre d'États contrôlés auparavant par Sparte y entrèrent comme membres. L'impérialisme croissant de Sparte au cours de la décennie précédente et son ingérence dans les affaires de ceux qui étaient théoriquement ses alliés expliquent pour une grande part l'enthousiasme avec lequel un grand nombre d'États grecs adhérèrent à cette ligue. S'y joignait le mépris manifeste de Sparte pour les conditions de la Paix d'Antalcidas, qui avaient stipulé que tous les États grecs autres que ceux que contrôlait Athènes - Lemnos, Imbros et Scyros - devraient être indépendants.

## Décret d’Aristotélès
Une inscription concernant la Ligue a été trouvée à Athènes ; elle date de 377, et expose en détail les objectifs de la nouvelle ligue. L'intention était de s'assurer que Sparte permettrait à tous les Grecs d'être indépendants ; les États impliqués devaient tous conserver leur indépendance, ainsi Athènes n'avait-elle pas le droit de posséder des terrains dans aucun des États membres, ni de leur imposer une garnison ou des clérouquies ; chaque membre pouvait aussi choisir sa propre constitution qui ne serait pas nécessairement démocratique. Il s'agit notamment pour Athènes de convaincre ses alliés qu'elle ne reviendrait pas aux errements du passé, ceux de l'impérialisme athénien de la Ligue de Délos : à l'époque, Ve siècle av. J.-C., Athènes s'était rendue largement impopulaire par son comportement particulièrement brutal envers les États qui s'étaient révoltés contre elle ou avaient semblé vouloir le faire. Trois hommes la représentèrent à Thèbes : Aristotélès, Thrasybule de Collytos et Pyrrhandros.

## Fonctionnement de la Ligue
La Ligue avait à Athènes un synedrion, où chacun de ses membres devait être autonome et avoir droit à une voix. Comme à Athènes il s'agissait d'un système bicaméral et on croit qu'Athènes ne pouvait pas prendre de décision sans l'accord du synedrion. Il ne devait y avoir aucun tribut (phoros) comme cela avait été le cas au Ve siècle av. J.-C. pour la Ligue de Délos, mais des « contributions » (syntaxis) devaient être versées ; elles n'étaient probablement pas exigées chaque année, mais pouvaient être demandées en temps de crise.

## Thèbes entre en scène
L'ingérence de Sparte qui envahit Thèbes en 382 apporta à cette dernière une bonne raison de rejoindre la Ligue. Cependant son comportement y devint difficile et Athènes commença à se rendre compte qu’il ne fallait pas obligatoirement se fier à elle. C’est ainsi qu’en 372 Thèbes détruisit Platées, qui venait seulement d’être refondée. Athènes commença à réfléchir à des négociations de paix avec Sparte et c’est alors que les discussions étaient en cours que Thèbes remporta sur l'armée spartiate la victoire décisive de Leuctres en 371.

## Fin de la Confédération
Après cette défaite de Sparte contre Thèbes, les intentions originales qu’on peut lire dans l’inscription n’avaient plus de raisons d’être, pourtant Athènes ne voulut pas renoncer à son pouvoir sur ses alliés. Il en résulta une série de révoltes qui aboutirent à la Guerre des alliés (357-355 av. J.-C.) et à la révolte de plusieurs des principaux alliés d'Athènes, mettant un point final à la Confédération.

## Source
- (en) Cet article est partiellement ou en totalité issu de l’article de Wikipédia en anglais intitulé « Second Athenian Empire » (voir la liste des auteurs).

1. ↑  Marcel Detienne parle du « traité établissant la seconde confédération athénienne en 377 » dans Les Savoirs de l'écriture : en Grèce ancienne p.  51, Septentrion Presses universitaires, 1998.
2. ↑  Inscription grecque 2, 43, connue également sous l'appellation de « décret d'Aristotélès », qui en est l’auteur